# Ar-Ruwajba
Ar-Ruwajba (fr. Rouïba) – miasto w północnej Algierii, w prowincji Algier. Populacja to 62 808 mieszkańców.